# Abéché
Abéché [abeše] je město na východě Čadu, žije zde přibližně 77 400 obyvatel. Město bylo tradiční zastávkou karavan a centrem obchodu s otroky. Od poloviny 19. století do roku 1912 bylo hlavním městem sultanátu Wadaj, poté patřilo Francii a od roku 1960 je součástí Čadské republiky. Město má horké a suché podnebí, teploty se pohybují od 25 do 33 °C. V okolí Abéché je rozvinuté pastevectví, hlavním zdejším průmyslem je výroba přikrývek z velbloudí srsti. Město má letecké i silniční spojení s metropolí N'Djamena a je také sídlem univerzity. Okolo města jsou tábory pro uprchlíky z Dárfúru. V roce 2007 byli v Abéché zatčeni pracovníci humanitární organizace L'Arche de Zoé a obviněni z únosů a zneužívání dětí.